# Vòi (dụng cụ)

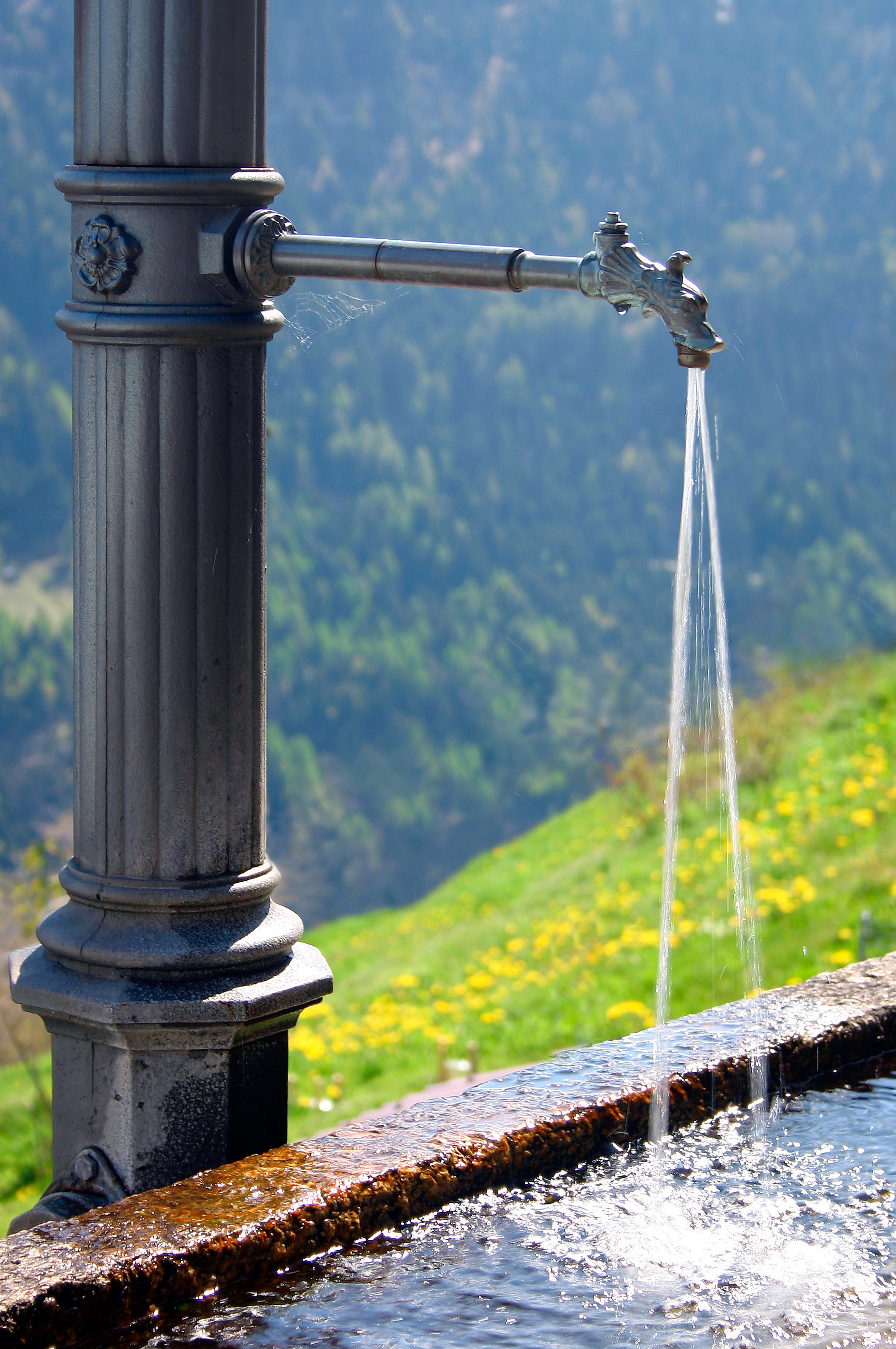
Một vòi nước công cộng

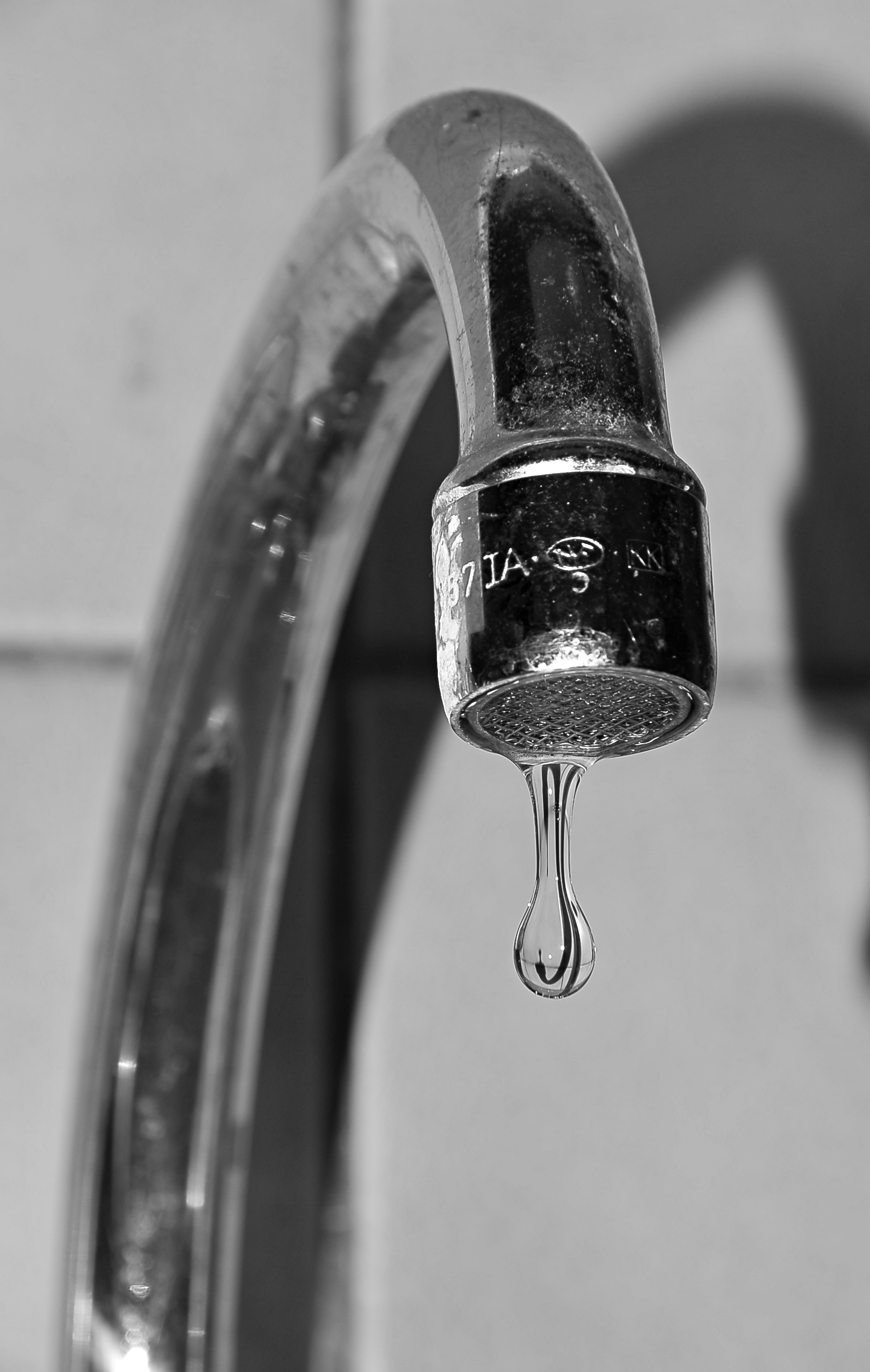
Một vòi nước hiện đại

Vòi là một van kiểm soát các chất lỏng hoặc khí (đối với gas)... trong trường hợp đóng vai trò như là chốt dẫn cuối cùng từ nguồn cung đến nơi sử dụng.Vòi gồm có các loại như vòi nước máy,vòi khí đốt,van gas vòi hoa sen, vòi nóng lạnh, vòi xịt nước, vòi rồng, vòi cứu hỏa...

## Vòi nước
Vòi nước thường được đặt trong phòng tắm để cung cấp nước cho bồn tắm, phòng tắm đứng, bồn rửa mặt, nó được lắp đặt trong phòng vệ sinh để cung cấp nước cho bồn cầu, được lắp đặt tại phòng giặt đồ và khu vực bếp để lấy nước nấu ăn, sinh hoạt. Vòi nước là vật dụng thông dụng và luôn có mặt trong những ngôi nhà hiện đại ngày nay cũng như những tòa nhà đang sử dụng. Vòi nước đa dạng về chủ loại, kích cỡ, tuy nhiên chúng có điểm chung là đều có van (van xoay hoặc văn bật, gạt) để đóng và mở nước. Vòi nước máy đã được phát minh bởi Thomas Campbell ở vùng Saint John, New Brunswick và được cấp bằng sáng chế vào năm 1880.

### Vòi nước nóng lạnh
Nước cho phòng tắm, chậu rửa và các lưu vực có thể được cung cấp bằng vòi nước nóng và lạnh riêng biệt, sắp xếp này là phổ biến trong các cài đặt cũ, đặc biệt là trong công nhà vệ sinh và tiện ích phòng / giặt. Trong nhà bếp và phòng tắm vòi trộn thường được sử dụng. Trong trường hợp này, nước nóng và lạnh từ hai van được trộn trước khi được sử dụng, cho phép các nước xuất hiện ở bất kỳ nhiệt độ giữa các nguồn cung cấp nước nóng và lạnh.
Đối với phòng tắm có vòi hoa sen riêng, vòi trộn thường xuyên kết hợp một số loại áp lực tính năng cân bằng để tỷ lệ  nóng và lạnh sẽ không bị ảnh hưởng bởi những thay đổi thoáng qua trong áp lực của một hay của các nguồn cung cấp khác. Điều này giúp tránh bị bỏng hoặc khó chịu lạnh khi tải nước khác xảy ra Thay vì hai van riêng biệt, vòi trộn thường xuyên sử dụng duy nhất, phức tạp hơn, van điều khiển bằng một tay cầm đơn. Tay cầm di chuyển lên và xuống để kiểm soát lượng dòng chảy và từ bên này sang bên kia để kiểm soát nhiệt độ của nước. Đặc biệt là đối với phòng tắm có vòi hoa sen riêng, những mẫu thiết kế mới nhất làm điều này bằng cách sử dụng một nhiệt được xây dựng trong nó. Chúng được gọi là van điều nhiệt trộn, hoặc TMVs, và có thể là cơ khí hoặc điện tử. Cũng có những vòi nước với đèn LED màu để hiển thị nhiệt độ của nước.
Vòi nước nóng thường có chỉ số màu đỏ trong khi vòi nước lạnh thường có một chỉ báo màu xanh hoặc màu xanh lá cây. Tại Hoa Kỳ, các vòi nước thường xuyên cũng được dán nhãn với một"H"hoặc"C". Các chữ cái"C"cho nóng và"F"cho lạnh được sử dụng. Vòi trộn có thể có một sọc đỏ-xanh hoặc các mũi tên chỉ bên nào sẽ cung cấp nóng lạnh và đó.

## Vòi nước  tự động
Một vòi nước tự động hoặc (hands-free vòi nước, vòi nước touchless, vòi nước điện tử, chuyển động cảm biến vòi nước, vòi nước cảm biến, hoặc vòi nước hồng ngoại) là một vòi nước trang bị một cảm biến khoảng cách và cơ chế mở van của nó để cho phép nước chảy để đáp ứng với sự hiện diện của một bàn tay hoặc bàn tay gần. Các vòi nước đóng van của nó một lần nữa sau khi một vài giây hoặc khi nó không còn phát hiện sự hiện diện của bàn tay. Vòi nước tự động nhất là pin và kết hợp một cảm biến hồng ngoại tích cực để phát hiện chuyển động tay.  vòi nước tự động là phổ biến trong các nhà vệ sinh công cộng, đặc biệt là tại các sân bay và khách sạn, nơi họ giúp đỡ để giảm tiêu thụ nước  và giảm sự lây lan của bệnh gây ra vi khuẩn.  Họ cũng có thể được tìm thấy trong một số bếp và trong nhà vệ sinh của một số nhà ở tư nhân. Các ứng dụng khác bao gồm cung cấp nước uống cho vật nuôi hoặc chăn nuôi, trong đó có sự hiện diện của một con vật cho phép nước chảy vào một máng tưới nước, món ăn.
Vòi nước tự động có lợi thế của việc tắt tự động sau khi rửa mặt, do đó làm giảm sự lãng phí nước. Khi được cài đặt trong một ngôi nhà, vòi nước cảm biến làm giảm bớt sự cần thiết cho các bậc cha mẹ để đảm bảo rằng trẻ em đã tắt vòi nước. Họ cũng có thể có lợi cho người già và những người mắc bệnh viêm khớp hoặc điều kiện di động hạn chế khác vì không có tay cầm để xoay hoặc kéo. Cơ chế ngắt tự động của họ cũng làm giảm đáng kể nguy cơ chìm tràn do một vòi nước bị bỏ lại trên một trong hai vô tình hay

## Tính vật lý

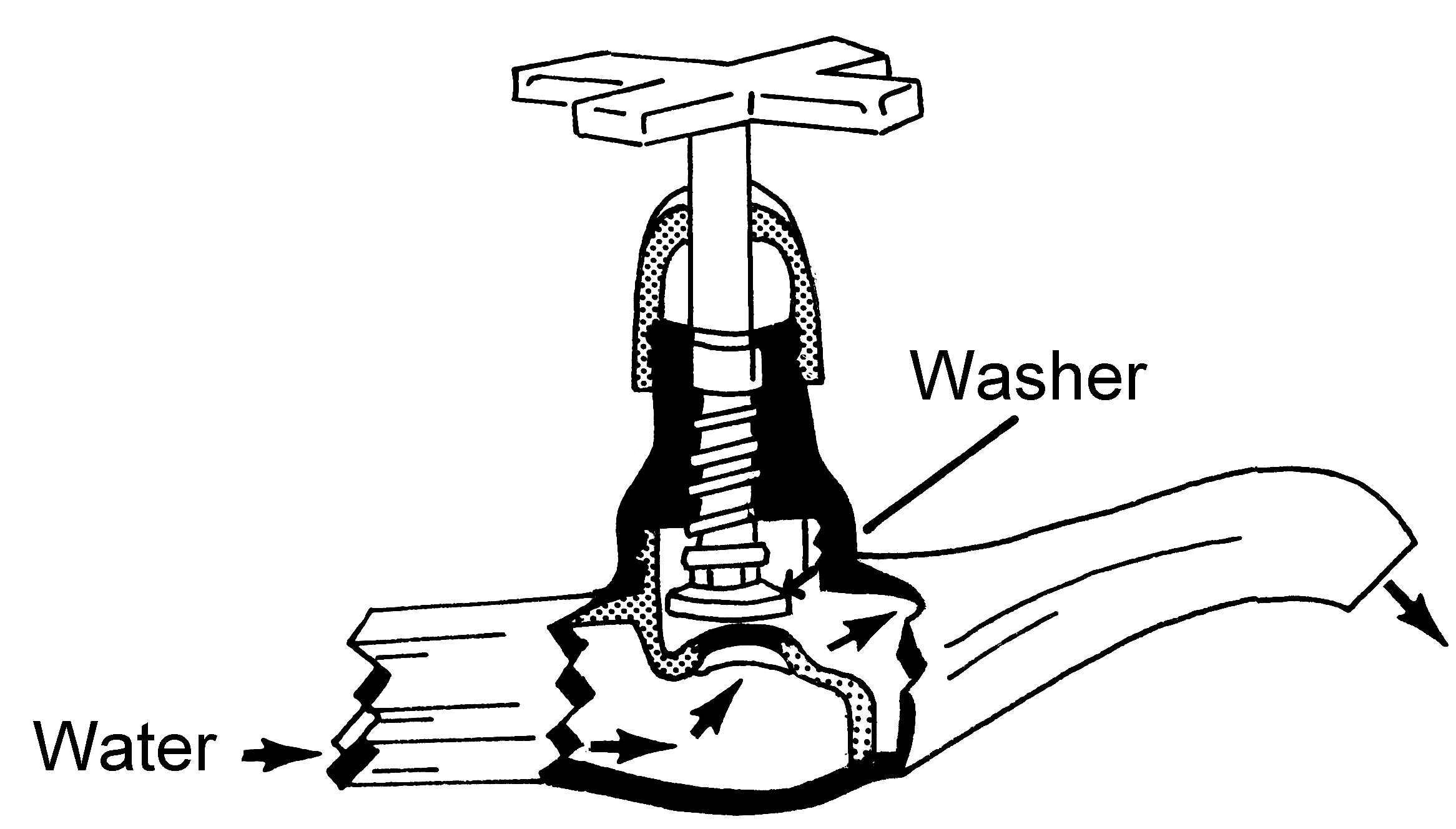
Cấu tạo vòi phun

Một vòi nước là một thiết bị điều chỉnh dòng chảy của nước trong một hệ thống. Nước sẽ chảy liên tục ra khỏi ống được gần như vô dụng trong cuộc sống hàng ngày. Vòi đơn giản làm việc để kiểm soát áp suất và lưu lượng nước, bao gồm cả các đòn bẩy và đinh vít. Áp lực bên trong của ống nước là cao hơn nhiều so với áp suất của không khí bên ngoài của ống, cho phép nước chảy lên từ mặt đất, chống lại lực hấp dẫn, và ra vào bồn rửa chén. Tuy nhiên, những lỗ nhỏ và van như van kiểm tra, mà không cho phép dòng chảy của nước lại qua van một chiều. Điều này sẽ giúp các nước chảy với tốc độ bình thường, chỉ bị chặn bởi các van hơn, mà cần phải có tay quay để cho phép dòng chảy của nước, từ các đường ống nóng và lạnh.